# Păltiniș (gmina)
Gmina Păltiniș – gmina w okręgu Caraș-Severin w zachodniej Rumunii. Zamieszkuje ją 2408 osób. W skład gminy wchodzą miejscowości Păltiniș, Cornuțel, Delinesti, Ohabița i Rugi. 